# Tywyn
Tywyn is een plaats in het Welshe graafschap Gwynedd.
Tywyn telt 2864 inwoners.
Tywyn is de terminus van een smalspoorlijn; de Talyllyn Railway, met stoomlocomotieven.

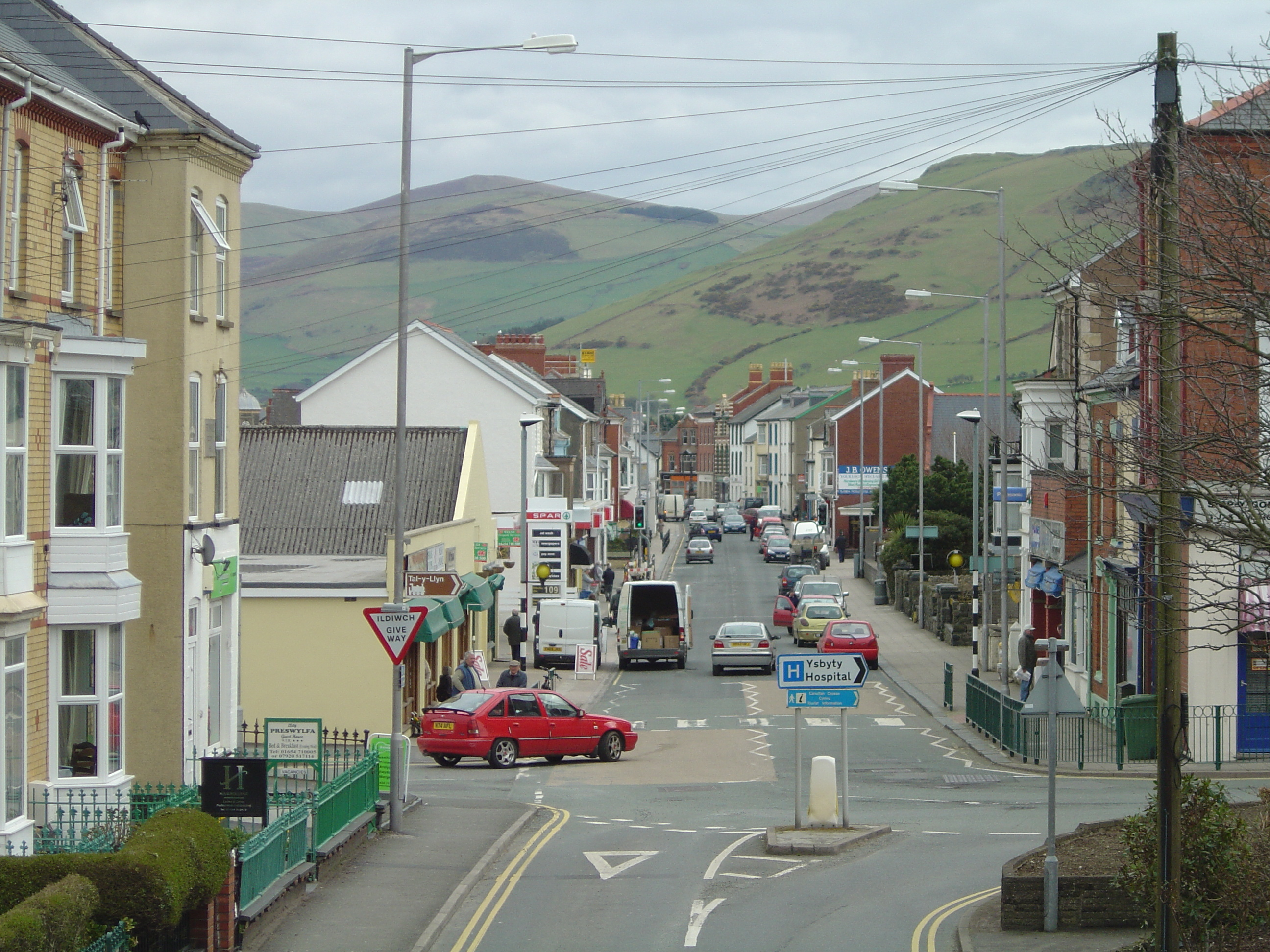
High Street in Tywyn

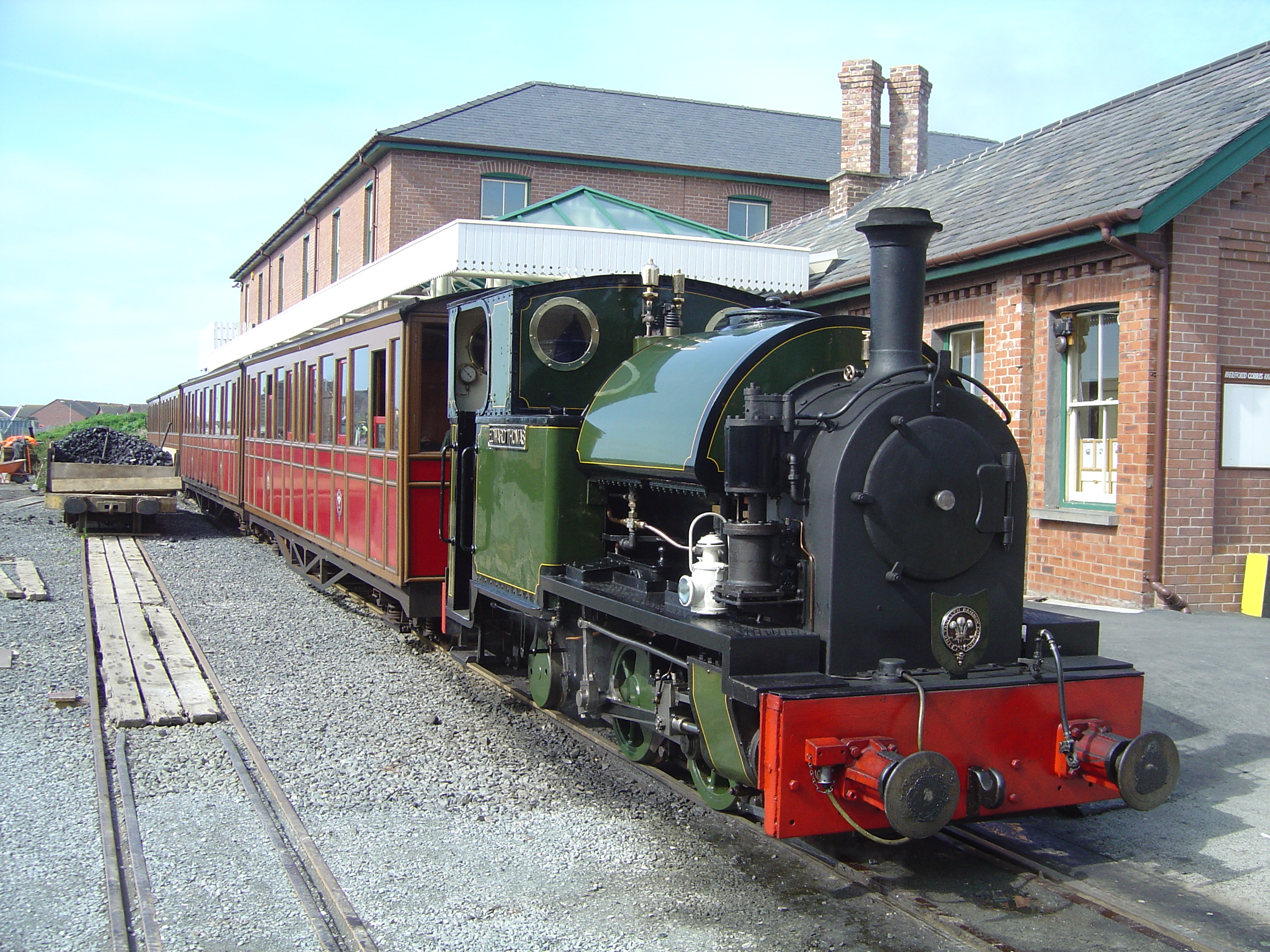
Trein op de Talyllyn Railway in Tywyn